# 笠川継孝
笠川 継孝（かさかわ つぎたか、1858年8月13日（安政5年7月5日） - 1924年（大正13年）5月2日）は、日本の政治家、衆議院議員（1期）。

## 経歴
福井県出身。漢学と英語を学ぶ。農業を営む。滝波村戸長、村岡村長、福井県会議員、同参事会員となる。また、大野郡煙草組合長、福井県地方森林会議員、福井県農会監事、福井県農工銀行取締役を務めた。
1908年の第10回衆議院議員総選挙において福井県郡部から立憲政友会公認で立候補して当選した。1912年の第11回衆議院議員総選挙には出馬しなかった。1924年に死去した。